# Saulės kliošas

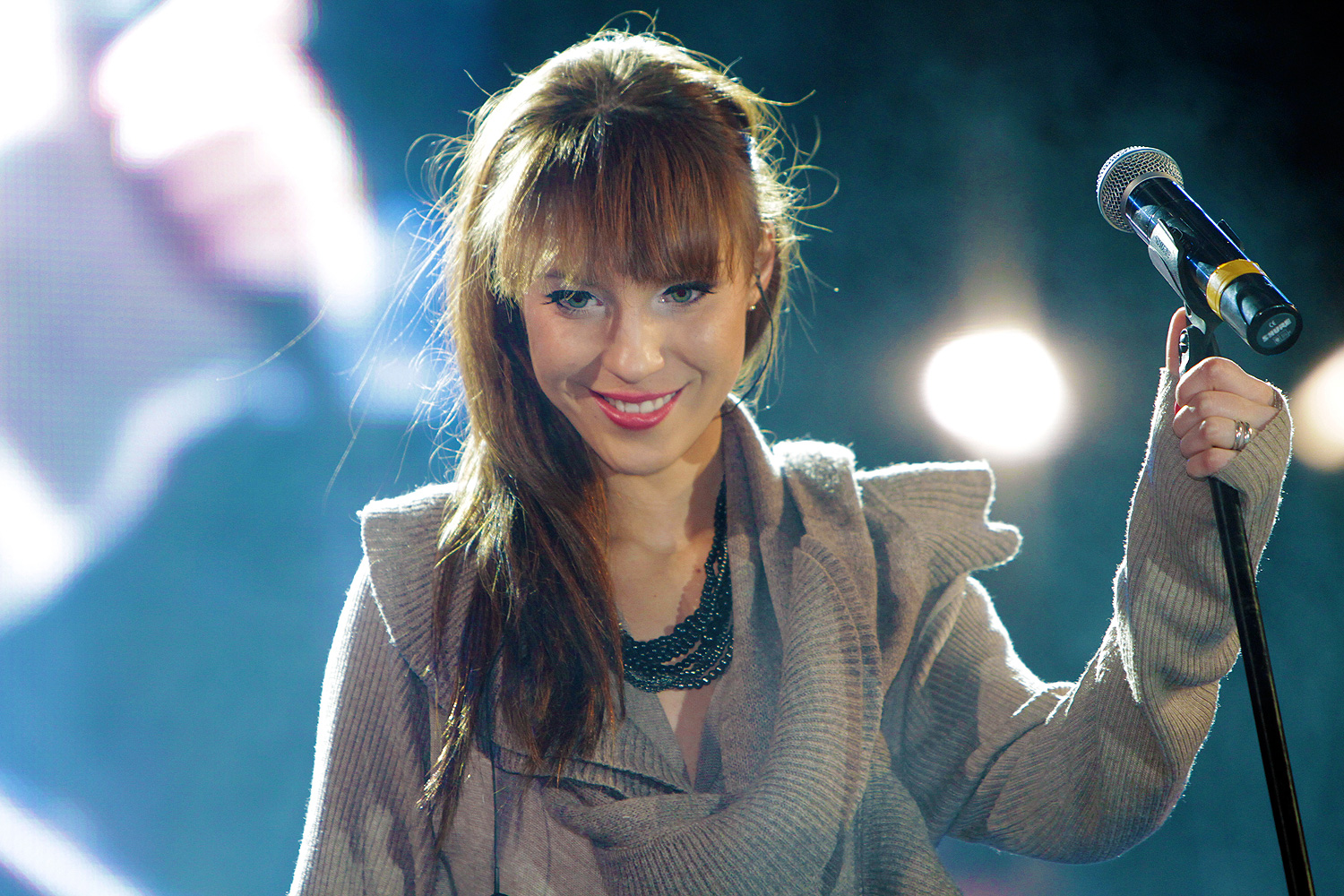
Justė Starinskaitė

Saulės kliošas är en litauisk musikgrupp.

## Karriär
Bandet bildades år 2000 och består av 8 medlemmar. År 2004 släpptes deras debutalbum Stubidubap som innehåller elva låtar. De har deltagit i Litauens nationella uttagning till Eurovision Song Contest sju gånger mellan år 2002 och 2010 och tagit sig till final varje gång utom den sista. Bland deras kändare låtar finns "Jei aš būčiau tu" som släpptes med musikvideo i samband med Europadagen i Druskininkai år 2010.

## Diskografi

### Album
- 2004 - Stubidubap